# 鸡麻属
雞麻屬（学名：Rhodotypos）為蔷薇科之一植物屬。該植物於植物分類表上，歸於被子植物門（Angiospermae）薔薇亞綱（Rosidae）薔薇亞科（Rosoideae），同科者尚有棣棠花屬（Kerria DC．）、懸鉤子屬（Rubus L.）等等。

## 下属物种
- 鸡麻　Rhodotypos scandens (Thunb.) Makino